# Родина Острозьких (срібна монета)
«Роди́на Остро́зьких» — срібна пам'ятна монета номіналом 10 гривень, випущена Національним банком України, присвячена могутньому князівському роду Острозьких, який походить від волинської гілки Мономаховичів-Рюриковичів і упродовж століть служив сучасникам і нині слугує нащадкам символом патріотизму й любові до України. Представники цього роду були великими шанувальниками і покровителями освіти, науки і мистецтва в Україні, засновниками першої у Східній Європі вищої школи — Острозької академії (1578), при якій була побудована друкарня.
Монету введено в обіг 1 грудня 2004 року. Вона належить до серії «Славетні роди України».

## Опис монети та характеристики
| Номінал грн. | Метал            | Маса, г      | Діаметр, мм | Якість виготовлення | Гурт     | Тираж, штук |
| ------------ | ---------------- | ------------ | ----------- | ------------------- | -------- | ----------- |
| 10           | срібло 925 проби | 31,1 / 33,62 | 38,61       | пруф                | рифлений | 3 000       |

### Аверс
На аверсі монети в обрамлені стилізованого орнаменту зображено ікону Дубенської Іллінської Богородиці, подаровану князем Василем-Костянтином, над якою — малий Державний Герб України та розміщено півколом написи: «УКРАЇНА» (угорі), «ДЕСЯТЬ ГРИВЕНЬ» (унизу), з боків від ікони рік карбування монети — «2004» (ліворуч), логотип Монетного двору, позначення металу, його проби — «Ag 925» та вага в чистоті — «31,1» (праворуч).

### Реверс

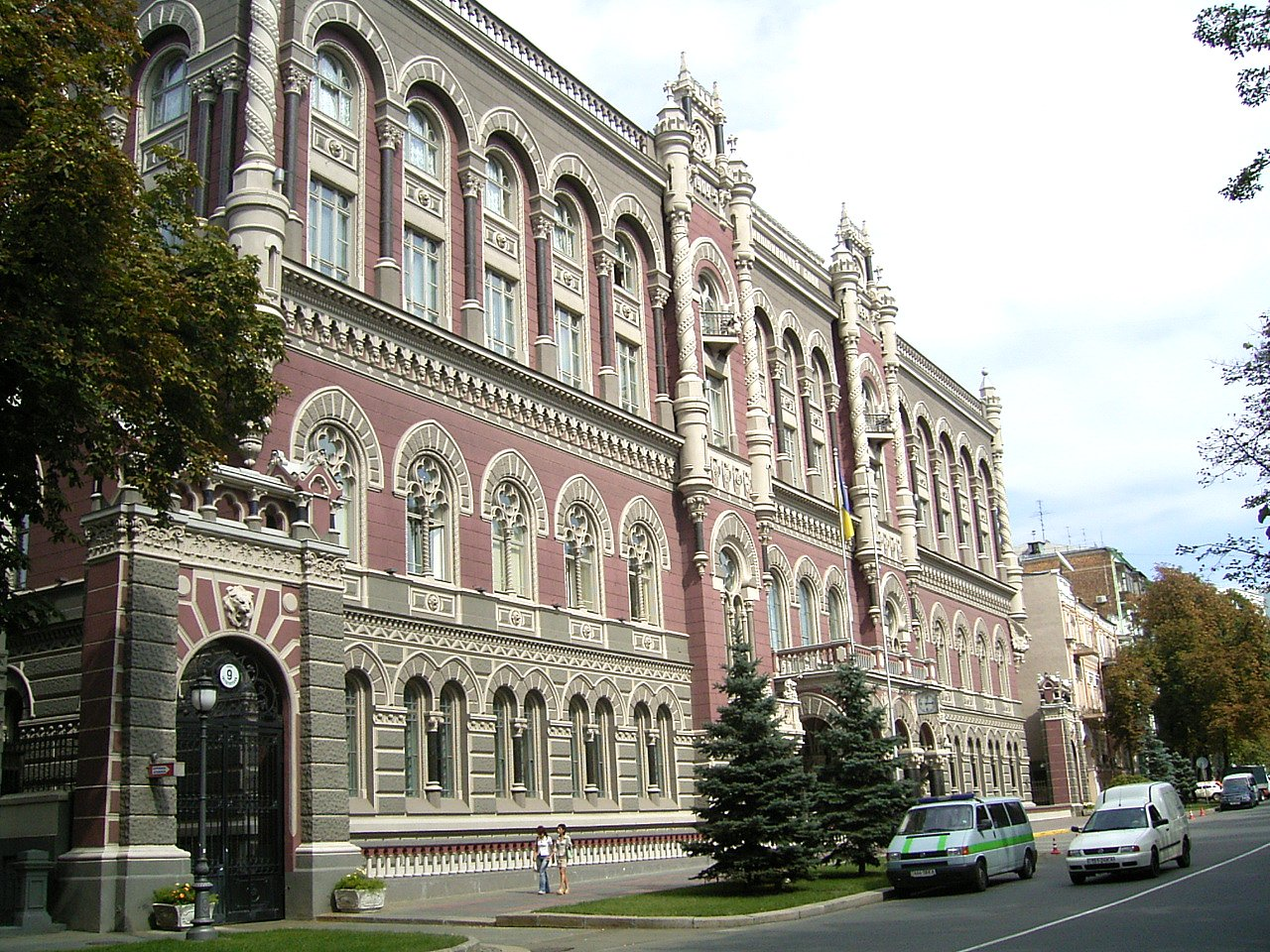
Будівля Національного банку України

На реверсі монети зображено портрети яскравих представників роду Острозьких — князів Костянтина (1460—1530), Василя-Костянтина (1526—1608) та княгині Єлизавети (Гальшки) (1575—1642), угорі півколом розміщено напис «РОДИНА ОСТРОЗЬКИХ», унизу — родовий знак Острозьких, з боків від якого дати «XIV ст.» «XVII ст.»

## Автори
- Художник — Іваненко Святослав.
- Скульптор — Іваненко Святослав.

## Вартість монети
Ціна монети — 575 гривень була вказана на сайті Національного банку України в 2012 році.
Фактична приблизна вартість монети, з роками змінювалася так:
| Рік        | 2010 | 2011 | 2012 | 2013 | 2014 | 2015 | 2016  | 2017  | 2018  | 2019 | 2020 | 2021  | 2022  | 2023  | 2024  | 2025  |
| ---------- | ---- | ---- | ---- | ---- | ---- | ---- | ----- | ----- | ----- | ---- | ---- | ----- | ----- | ----- | ----- | ----- |
| Ціна, грн. | 850  | 850  | 850  | 900  | 849  | 955  | 1 180 | 1 080 | 1 090 | 890  | 770  | 1 100 | 1 370 | 2 400 | 3 200 | 3 600 |